# Richard Posner
Richard Allen Posner (11 de gener de 1939, Nova York) és un advocat estatunidenc i jutge en la Cort d'Apel·lacions del setè circuit, a Chicago. També treballa com a professor a l'Escola de Dret de la Universitat de Chicago i és considerat un dels principals exponents del moviment de l'Anàlisi Econòmica del Dret.
Posner és autor d'aproximadament 40 llibres sobre teoria jurídica, filosofia del dret i altres temes, que inclouen The Problems of Jurisprudence; Sex and Reason; Overcoming Law; Law, Pragmatism and Democracy; Economic Analysis of Law; i The Problematics of Moral and Legal Theory. Segons la Journal of Legal Studies, Posner és el jurista més citat de tots els temps. El 1999, el New York Times el va definir com un dels jutges més respectats als Estats Units.